# Savignies
Pour l’article ayant un titre homophone, voir Savigny.
Savignies est une commune française située dans le département de l'Oise en région Hauts-de-France.

## Géographie

### Situation et description
Située au nord-ouest de Beauvais, Savignies est limitrophe avec Le Mont-Saint-Adrien, Pierrefitte-en-Beauvaisis, Lachapelle-aux-Pots, Hodenc-en-Bray.
| Lhéraule            |                          | Pierrefitte-en-Beauvaisis |
| Hodenc-en-Bray      | Savignies                |                           |
| Lachapelle-aux-Pots | Saint-Germain-la-Poterie | Le Mont-Saint-Adrien      |

### Hydrographie

#### Réseau hydrographique
La commune est située dans le bassin Seine-Normandie. Elle est drainée par le ruisseau des Bonshommes, le ruisseau du Bois des Vallees et le ruisseau Saint-Francois,,.

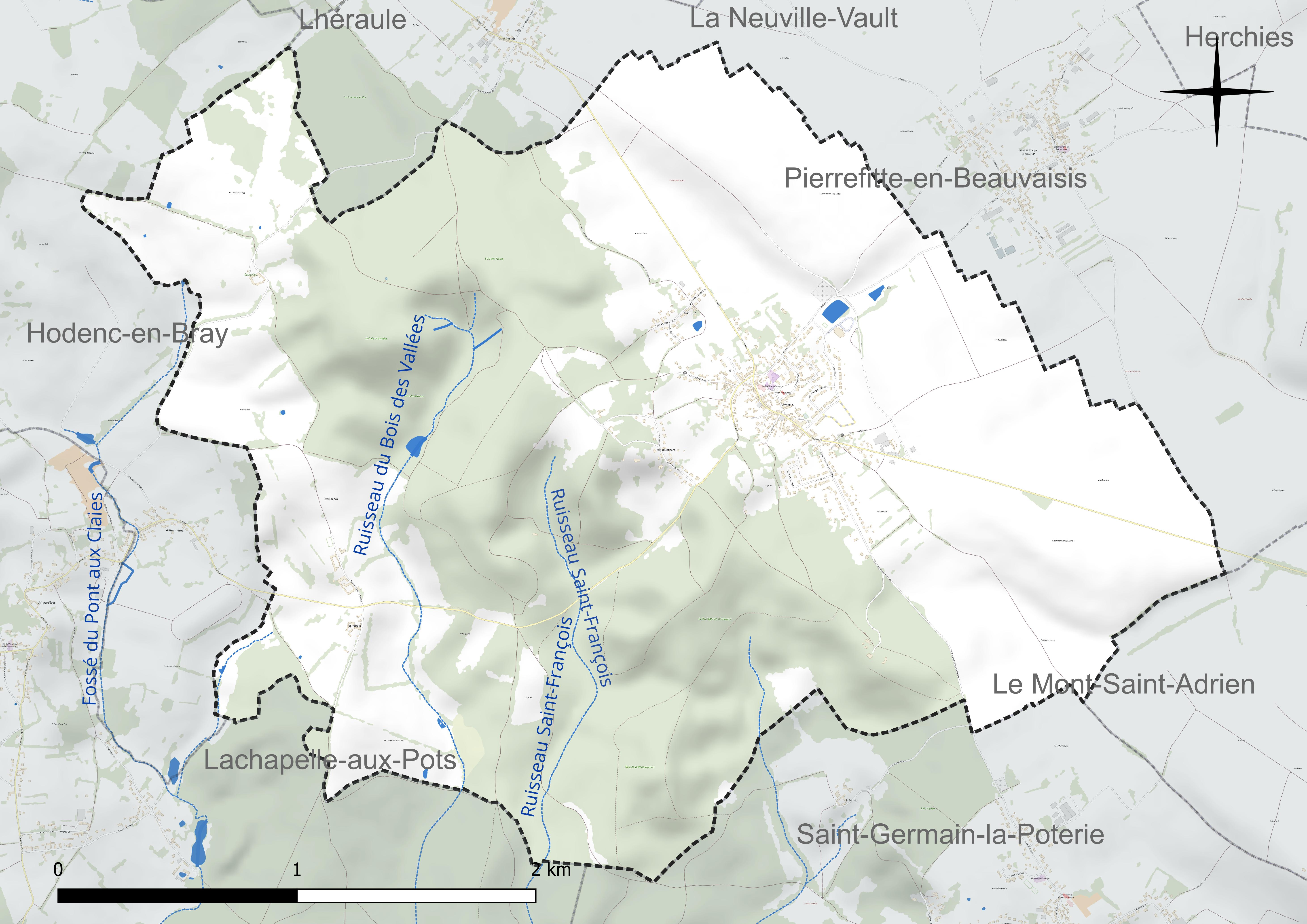
Réseau hydrographique de Savignies.

#### Gestion et qualité des eaux
Le territoire communal est couvert par le schéma d'aménagement et de gestion des eaux (SAGE) « Sensée ». Ce document de planification concerne un territoire de 1 219 km2 de superficie, délimité par le bassin versant du Thérain. Le périmètre a été arrêté le 27 janvier 2023 et le SAGE proprement dit est, en 2024, en cours d'élaboration. La structure porteuse de l'élaboration et de la mise en œuvre est le syndicat intercommunal de la Vallée du Thérain (SIVT). 
La qualité des cours d'eau peut être consultée sur un site dédié géré par les agences de l'eau et l'Agence française pour la biodiversité. 

### Climat
Pour des articles plus généraux, voir Climat des Hauts-de-France et Climat de l'Oise.
En 2010, le climat de la commune est de type climat océanique dégradé des plaines du Centre et du Nord, selon une étude du CNRS s'appuyant sur une série de données couvrant la période 1971-2000. En 2020, Météo-France publie une typologie des climats de la France métropolitaine dans laquelle la commune est exposée à un climat océanique et est dans une zone de transition entre les régions climatiques « Sud-ouest du bassin Parisien » et « Nord-est du bassin Parisien ».
Pour la période 1971-2000, la température annuelle moyenne est de 10,1 °C, avec une amplitude thermique annuelle de 14 °C. Le cumul annuel moyen de précipitations est de 782 mm, avec 12,1 jours de précipitations en janvier et 8,2 jours en juillet. Pour la période 1991-2020, la température moyenne annuelle observée sur la station météorologique la plus proche, située sur la commune de Tillé à 11 km à vol d'oiseau, est de 11,0 °C et le cumul annuel moyen de précipitations est de 655,5 mm,. Pour l'avenir, les paramètres climatiques de la commune estimés pour 2050 selon différents scénarios d'émission de gaz à effet de serre sont consultables sur un site dédié publié par Météo-France en novembre 2022.

### Voies de communication
Le territoire communal est traversé par deux voies départementales, la RD1 et la RD501.

## Urbanisme

### Typologie
Au 1er janvier 2024, Savignies est catégorisée bourg rural, selon la nouvelle grille communale de densité à sept niveaux définie par l'Insee en 2022.
Elle est située hors unité urbaine. Par ailleurs la commune fait partie de l'aire d'attraction de Beauvais, dont elle est une commune de la couronne,. Cette aire, qui regroupe 162 communes, est catégorisée dans les aires de 50 000 à moins de 200 000 habitants,.

### Occupation des sols
L'occupation des sols de la commune, telle qu'elle ressort de la base de données européenne d'occupation biophysique des sols Corine Land Cover (CLC), est marquée par l'importance des territoires agricoles (53,2 % en 2018), une proportion sensiblement équivalente à celle de 1990 (54 %). La répartition détaillée en 2018 est la suivante : 
forêts (43,5 %), terres arables (28,3 %), prairies (19,5 %), zones agricoles hétérogènes (5,4 %), zones urbanisées (3,2 %). L'évolution de l'occupation des sols de la commune et de ses infrastructures peut être observée sur les différentes représentations cartographiques du territoire : la carte de Cassini (XVIIIe siècle), la carte d'état-major (1820-1866) et les cartes ou photos aériennes de l'IGN pour la période actuelle (1950 à aujourd'hui).

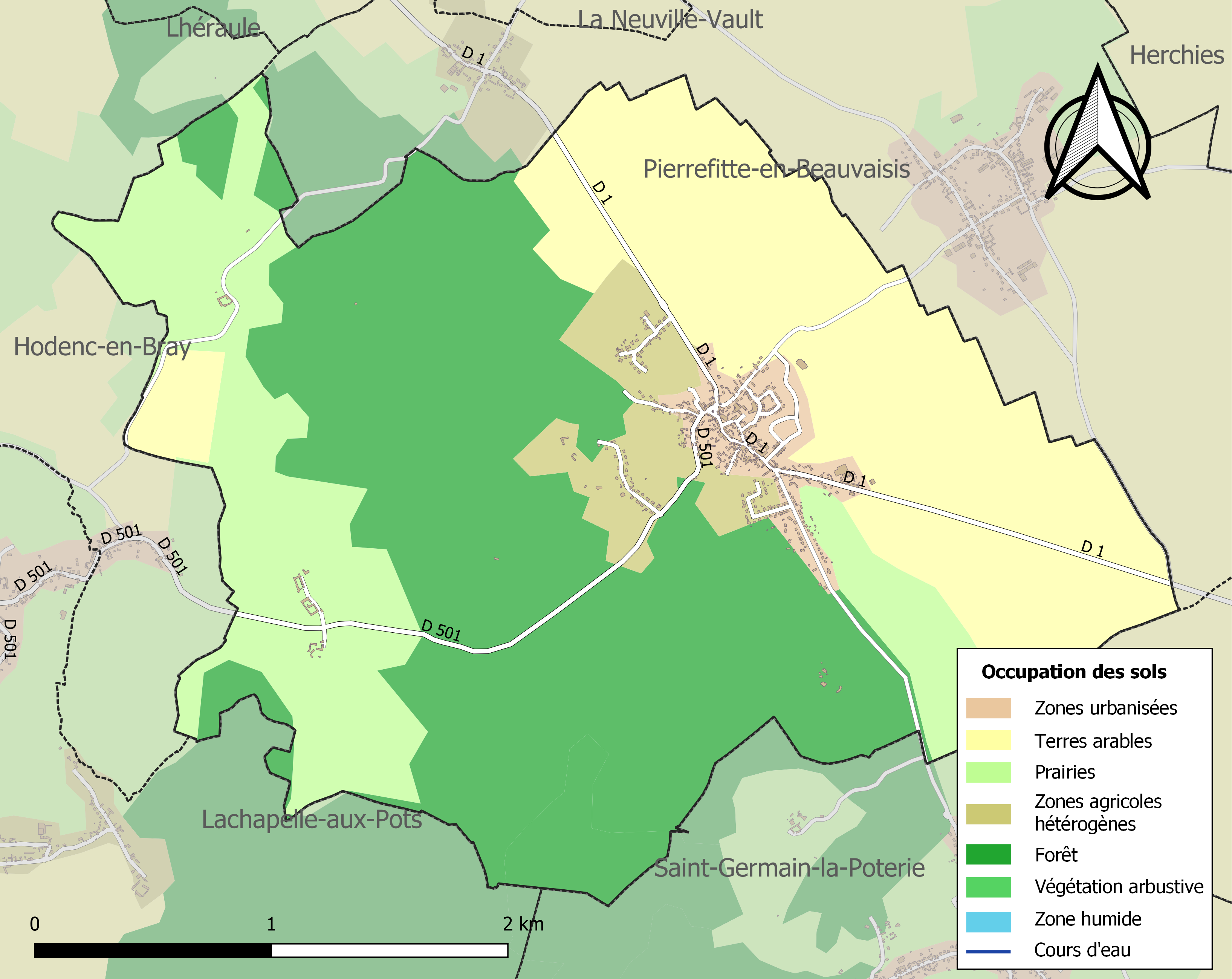
Carte des infrastructures et de l'occupation des sols de la commune en 2018 (CLC).

### Voies de communication et transports
La commune est desservie, en 2023, par une ligne scolaire et le service de transport à la demande Corolis à la demande - Zone Centre du réseau Corolis ainsi que par les lignes 611 et 6148 du réseau interurbain de l'Oise.

## Toponymie
Dans sa Toponymie du département de l'Oise, Emile Lambert écrit que le nom Savignies est attesté sous les formes Sabiniae (1163) ; Savigniacum (1264) ; Savegne (1435) ; Savegnies (XVIe siècle). Dans son étude Le terroir de l'Oise aux époques gallo-romaine et franque, Michel Roblin écrit que Sabinae, Sabiniacus peuvent dériver de "la savine, sabina, le genévrier" ou être "une formation en -iniacus sur le radical sab-, dont sabulum sable ". Cela signifierait  le lieu ou poussent des genévriers ou lieu sablonneux. Dans son Dictionnaire picard des parlers et traditions du Beauvaisis, François Beauvy  écrit  qu'en picard, langue régionale locale, Savignies se dit Savniye.

## Histoire
En septembre 1914, un commando allemand chargé de faire sauter le pont d'Oissel, traversa le village, à bord de véhicules à moteur.

## Politique et administration
| Période                                  | Période   | Identité        | Étiquette | Qualité                                                |
| ---------------------------------------- | --------- | --------------- | --------- | ------------------------------------------------------ |
| Les données manquantes sont à compléter. |           |                 |           |                                                        |
| années 1960                              | ?         | Jean Dusausoy   | Centriste | Ancien résistant FFI, Conseiller au commerce extérieur |
| 1995                                     | mars 2008 | Guy Capelier    |           |                                                        |
| mars 2008                                | juin 2020 | Gilles Degroote |           | Agriculteur Réélu pour le mandat 2014-2020             |
| juin 2020                                | En cours  | Michel Boquet   |           |                                                        |

## Population et société

### Démographie

#### Évolution démographique
L'évolution du nombre d'habitants est connue à travers les recensements de la population effectués dans la commune depuis 1793. Pour les communes de moins de 10 000 habitants, une enquête de recensement portant sur toute la population est réalisée tous les cinq ans, les populations de référence des années intermédiaires étant quant à elles estimées par interpolation ou extrapolation. Pour la commune, le premier recensement exhaustif entrant dans le cadre du nouveau dispositif a été réalisé en 2005.

En 2022, la commune comptait 926 habitants, en évolution de +11,84 % par rapport à 2016 (Oise : +0,87 %, France hors Mayotte : +2,11 %).
| 1793 | 1800 | 1806 | 1821 | 1831 | 1836 | 1841 | 1846 | 1851 |
| ---- | ---- | ---- | ---- | ---- | ---- | ---- | ---- | ---- |
| 707  | 710  | 758  | 745  | 773  | 753  | 765  | 685  | 662  |

| 1856 | 1861 | 1866 | 1872 | 1876 | 1881 | 1886 | 1891 | 1896 |
| ---- | ---- | ---- | ---- | ---- | ---- | ---- | ---- | ---- |
| 666  | 672  | 640  | 608  | 608  | 548  | 505  | 477  | 433  |

| 1901 | 1906 | 1911 | 1921 | 1926 | 1931 | 1936 | 1946 | 1954 |
| ---- | ---- | ---- | ---- | ---- | ---- | ---- | ---- | ---- |
| 389  | 405  | 350  | 285  | 333  | 305  | 280  | 322  | 325  |

| 1962 | 1968 | 1975 | 1982 | 1990 | 1999 | 2005 | 2006 | 2010 |
| ---- | ---- | ---- | ---- | ---- | ---- | ---- | ---- | ---- |
| 323  | 416  | 445  | 443  | 622  | 777  | 748  | 749  | 719  |

| 2015 | 2020 | 2022 | - | - | - | - | - | - |
| ---- | ---- | ---- | - | - | - | - | - | - |
| 824  | 908  | 926  | - | - | - | - | - | - |

#### Pyramide des âges
La population de la commune est relativement jeune.
En 2018, le taux de personnes d'un âge inférieur à 30 ans s'élève à 34,9 %, soit en dessous de la moyenne départementale (37,3 %). À l'inverse, le taux de personnes d'âge supérieur à 60 ans est de 20,9 % la même année, alors qu'il est de 22,8 % au niveau départemental.
En 2018, la commune comptait 432 hommes pour 433 femmes, soit un taux de 50,06 % de femmes, légèrement inférieur au taux départemental (51,11 %).
Les pyramides des âges de la commune et du département s'établissent comme suit.
| Hommes | Classe d’âge | Femmes |
| ------ | ------------ | ------ |
| 0,4    | 90 ou +      | 0,9    |
| 4,9    | 75-89 ans    | 5,7    |
| 14,1   | 60-74 ans    | 15,8   |
| 20,3   | 45-59 ans    | 20,7   |
| 23,6   | 30-44 ans    | 23,7   |
| 11,9   | 15-29 ans    | 11,6   |
| 24,7   | 0-14 ans     | 21,5   |

| Hommes | Classe d’âge | Femmes |
| ------ | ------------ | ------ |
| 0,5    | 90 ou +      | 1,4    |
| 5,5    | 75-89 ans    | 7,6    |
| 15,6   | 60-74 ans    | 16,3   |
| 20,8   | 45-59 ans    | 20     |
| 19,4   | 30-44 ans    | 19,4   |
| 17,6   | 15-29 ans    | 16,2   |
| 20,6   | 0-14 ans     | 19,1   |

## Culture locale et patrimoine

### Lieux et monuments
- L'église Saint-Rémi de Savignies, heberge un gisant du XIIIe siècle et de nombreuses statues en bois polychromes.
- Un pressoir à cidre en bois datant du XVIIIe siècle.
- Une halle à colombages.

Quelques photos de monuments et bâtiments de la commune
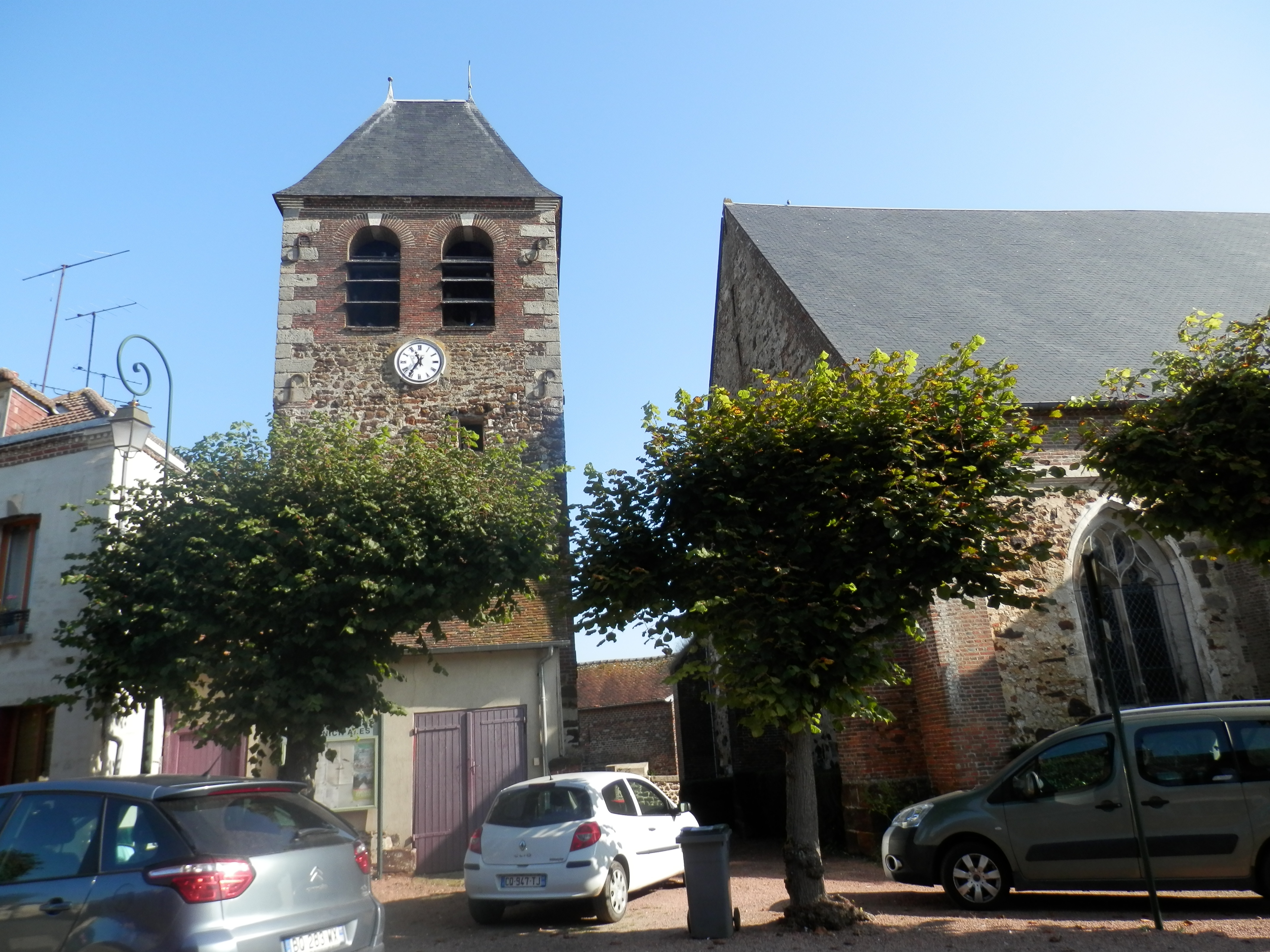
Clocher de l'église
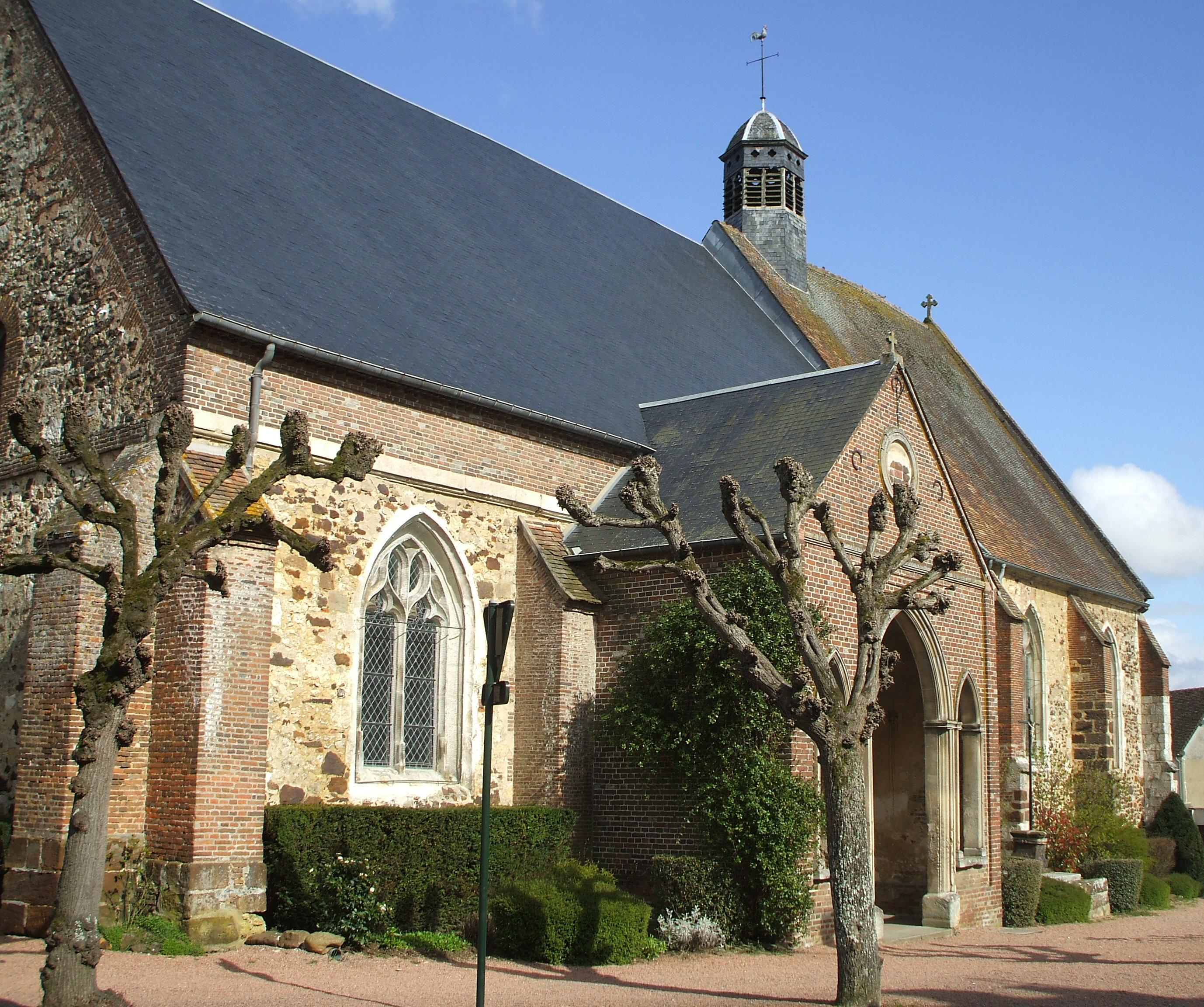
L'église.
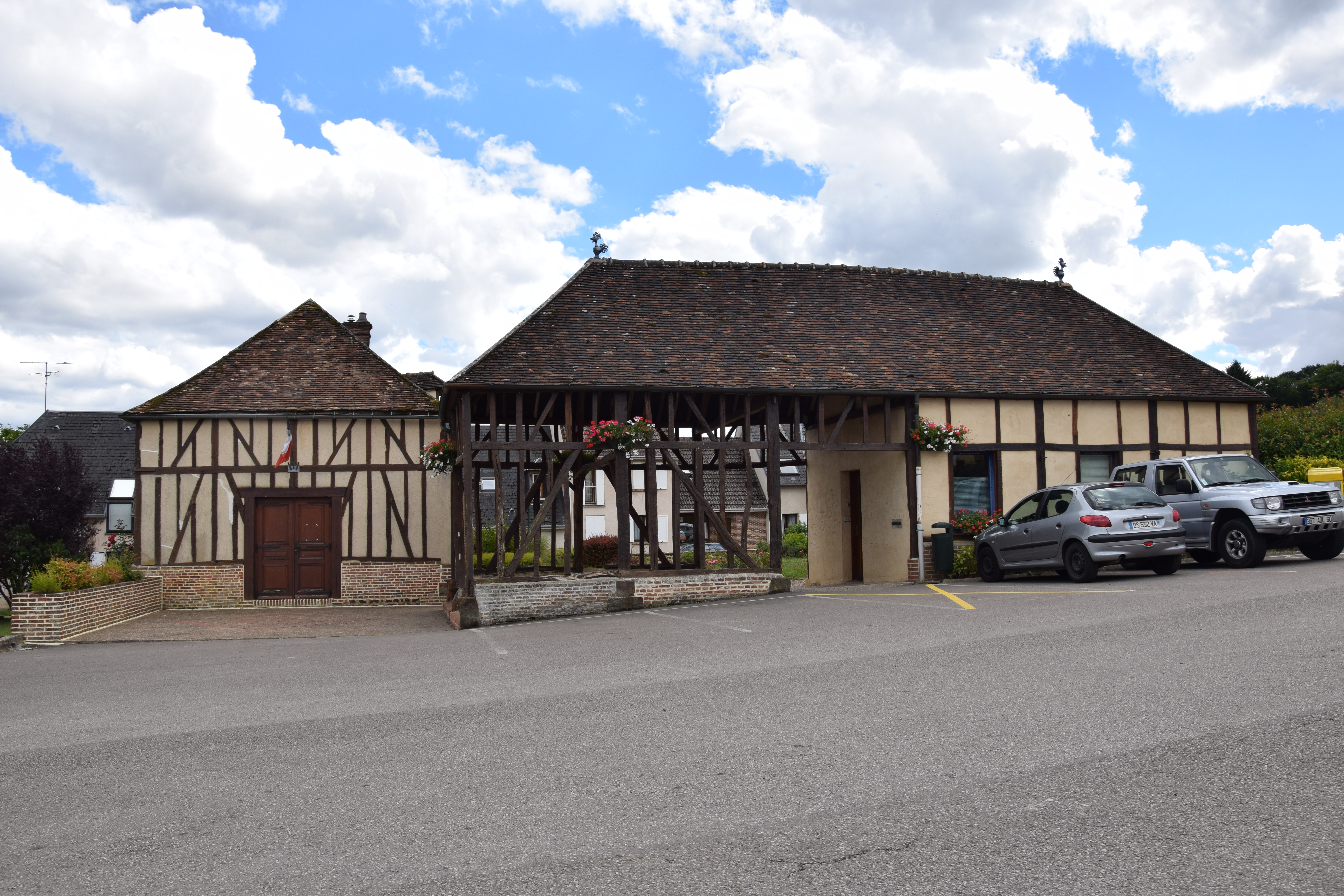
Halle à colombage.
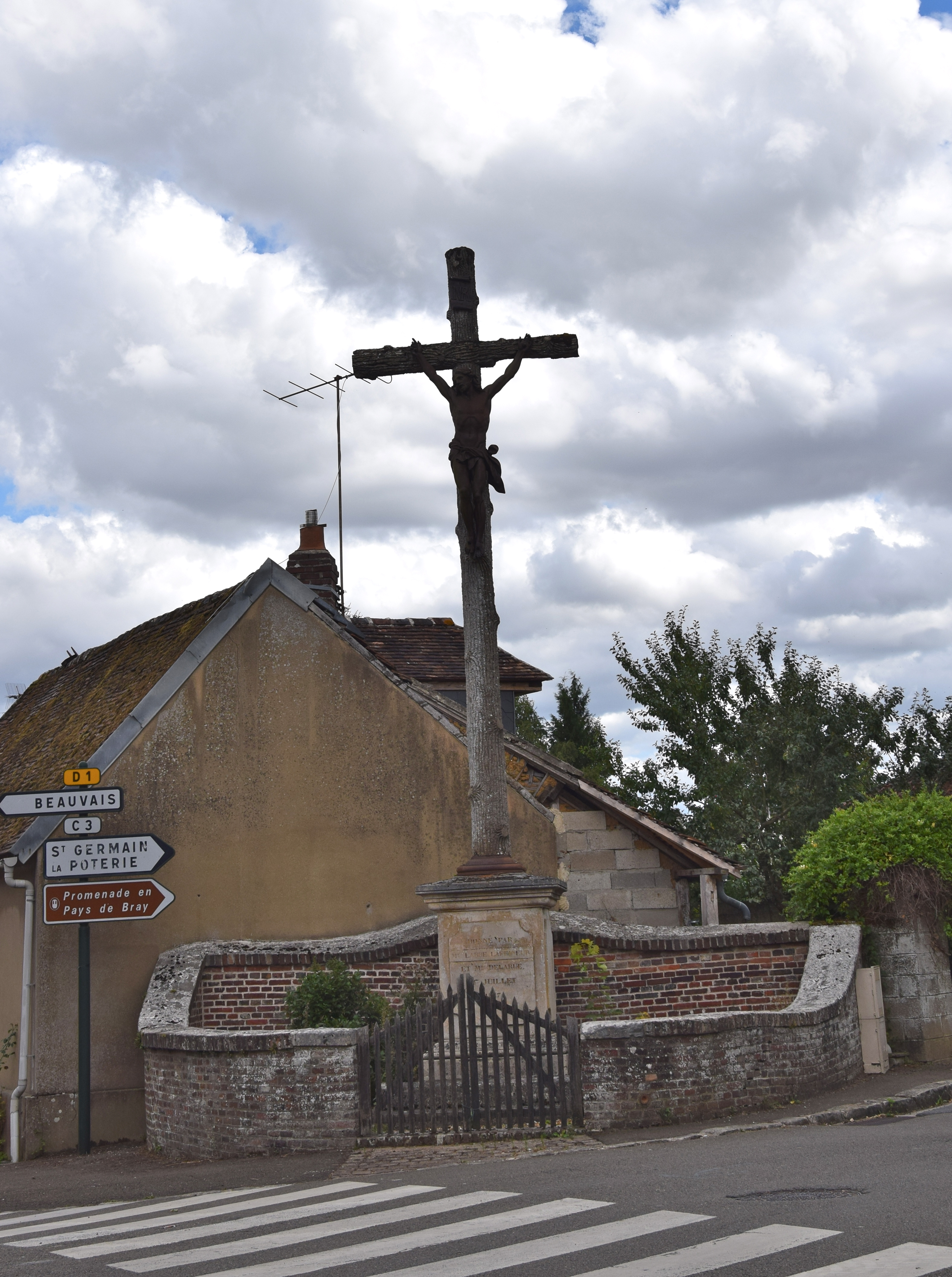
Croix dans le village
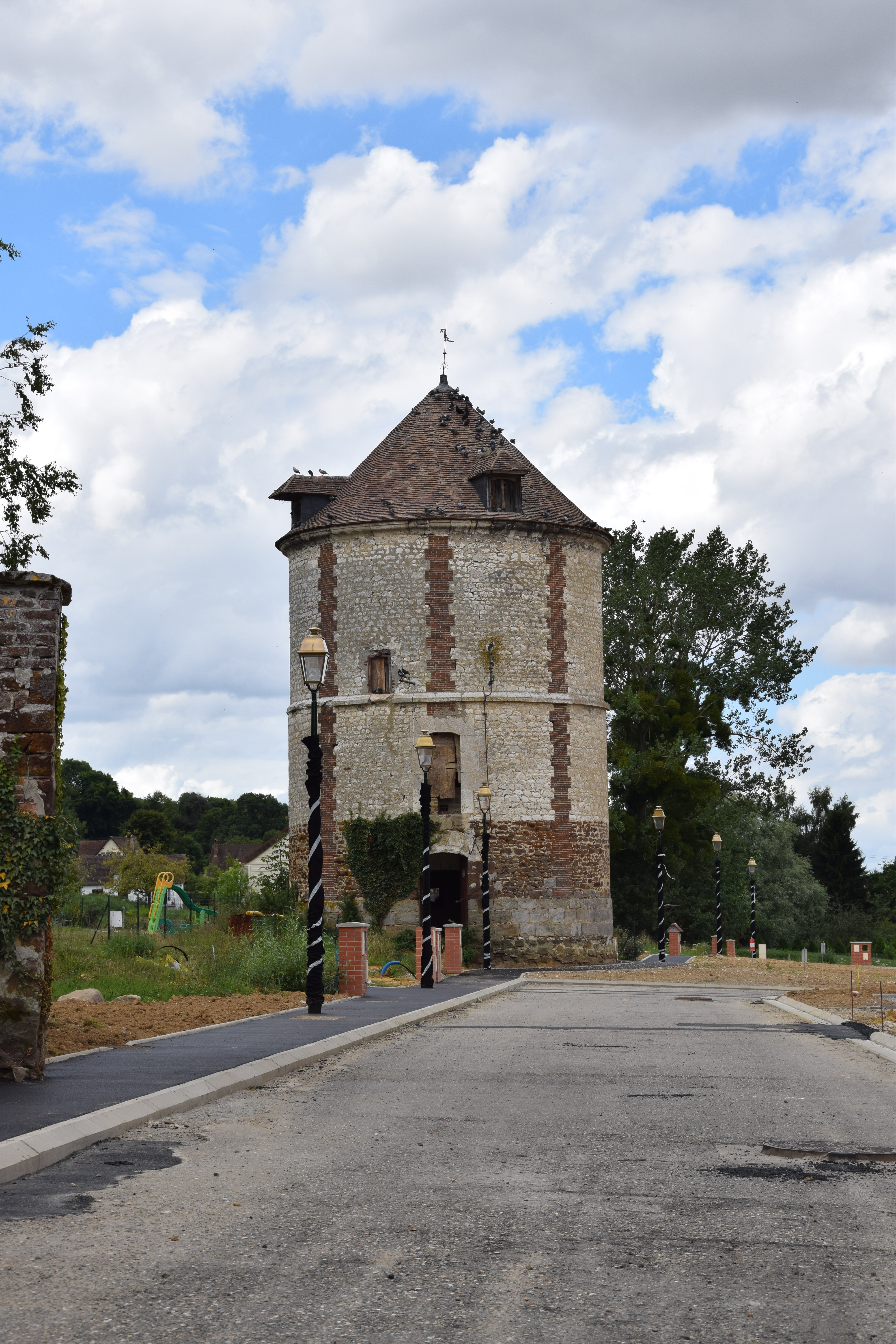
Pigeonnier

### Sites naturels
Le signal de Courcelles, point culminant de la « Petite Suisse beauvaisienne » et du département de l'Oise (altitude 239 m), est situé sur le territoire de Savignies  dans le périmètre du site Natura 2 000 du « Massif forestier du Haut-de-Bray de l'Oise ». C'est un sommet boisé, appartenant au bois de Courcelles du nom d'une ferme voisine.

### Personnalités liées à la commune
- Jean de Savignies, dont le gisant est à l'église de Savignies.
- Eugène Canseliet.
- Philippe Adrien, acteur, scénariste et réalisateur né à Savignies en 1939.

### Héraldique
| Armes de Savignies | Les armes de Savignies se blasonnent ainsi : D'argent aux trois fasces de sable surmontées de trois merlettes du même rangées en chef |